# Carolina Deslandes
Maria Carolina Martinez Deslandes, conhecida apenas por Carolina Deslandes, é uma cantora e compositora portuguesa nascida em 1991 em Lisboa, Portugal. Desde jovem, Carolina mostrou um grande interesse pela música, tendo começado a compor as suas próprias canções na adolescência.
Em 2010, com apenas 19 anos, participou no programa Ídolos, da SIC, onde chegou às galas ao vivo. A sua participação no programa de talentos deu-lhe maior visibilidade e impulso para a sua carreira na música.
Em 2012, lançou o seu primeiro álbum, intitulado "Carolina Deslandes", que foi bem recebido pelo público e pela crítica, com destaque para o single "Não É Verdade", que se tornou um sucesso.
Deslandes é encedora de dois Globo de Ouro, um de Melhor Música - por A Vida Toda" (2017) - e um de Melhor Atuação, pelo seu concerto de 21 de janeiro de 2022 no Coliseu dos Recreios. A artista também já foi nomeada para um Grammy Latino, Melhor Vídeo Musical Versão Longa, pela curta-metragem Mulher (2020).

## Biografia
Carolina nasceu no dia 27 de agosto de 1991, filha de Francisco Simões de Almeida Deslandes e de Inês Barbosa da Cruz Martinez. Tem um irmão, Gonçalo Maria Martinez Deslandes (1993); uma meia-irmã materna, Matilde Maria Martinez Correia de Sampaio (1998) e quatro meio-irmãos paternos, Benedita Deslandes, Caetana Deslandes, Salvador Mayer Deslandes e Ana Maria Mayer Deslandes.
Carolina Deslandes é uma cantora e compositora portuguesa nascida em 1991 em Carcavelos, Portugal. Desde jovem, mostrou grande interesse pela música, tendo começado a tocar piano aos cinco anos de idade e compor as suas próprias canções na adolescência.
Em 2010, com apenas 18 anos, Carolina participou no programa "Ídolos" da SIC, onde chegou às galas ao vivo. A sua participação no programa de talentos deu-lhe maior visibilidade e impulso para a sua carreira na música.
Em 2012, lançou o seu primeiro álbum, intitulado "Carolina Deslandes", que foi bem recebido pelo público e pela crítica, com destaque para o single "Não É Verdade", que se tornou um sucesso.

## Carreira
Carolina entrou para a música devido a um concerto dos Xutos e Pontapés, onde disse ao pai: «Um dia, quero estar ali em cima.» Em dezembro de 2010, ficou em terceiro lugar na quarta temporada dos da versão portuguesa do Ídolos.
Em abril de 2017, lançou o single "A Vida Toda", que se tornou um dos temas mais cotados no Top do iTunes português e mais ouvidos no Spotify em Portugal, tendo o respetivo videoclipe publicado no Youtube ultrapassado os 7 milhões de visualizações em abril de 2018. O single chegou ao número 9 do top português de singles em fevereiro de 2018. Em abril de 2018, lançou o seu terceiro álbum, Casa, que se estreou no primeiro posto do top português de álbuns.
Em abril de 2017, lançou o seu blogue pessoal A Vida Toda, onde partilha episódios da maternidade.

## Discografia

### Álbuns de estúdio
| Título                                                          | Ano  | Posições máximas semanais | Posições máximas anuais |
| Título                                                          | Ano  | POR                       | POR                     |
| --------------------------------------------------------------- | ---- | ------------------------- | ----------------------- |
| Carolina Deslandes                                              | 2012 | 21                        |                         |
| Blossom                                                         | 2016 | 16                        |                         |
| Casa                                                            | 2018 | 1                         | 58 (2019)               |
| CAOS                                                            | 2023 | 1                         |                         |
| CALMA                                                           | 2023 | 46                        |                         |
| A Madrugada Que Eu Esperava (em colaboração com Bárbara Tinoco) | 2024 |                           |                         |
| Chorar no Club                                                  | 2025 |                           |                         |

### Singles
| Título                                               | Ano  | Posições máximas semanais POR | Posições máximas anuais POR |
| "Mente-me Com os Olhos"                              | 2012 | ---                           |                             |
| "Não É Verdade"                                      | 2012 | ---                           |                             |
| "Espera"                                             | 2012 | ---                           |                             |
| "Mountains" (com Agir)                               | 2014 | ---                           | 2474 (2019)                 |
| "Se eu Pudesse"                                      | 2015 | ---                           |                             |
| "Carousel"                                           | 2015 | ---                           |                             |
| "Heaven"                                             | 2015 | ---                           |                             |
| "A Vida Toda"                                        | 2017 | 9                             | 41 (2017) 316 (2019)        |
| "Avião de Papel" (com Rui Veloso)                    | 2018 | 33                            | 681 (2019)                  |
| "Respirar (Agir, Carolina Deslandes e Diogo Piçarra) | 2018 |                               | 386 (2019)                  |
| "Adeus Amor Adeus"                                   | 2018 |                               | 803 (2019)                  |
| "Por um triz"                                        | 2021 |                               |                             |
| "São Rosas"                                          | 2021 |                               |                             |
| "#VoltamosJuntos" (com Fernando Daniel e Carlão")    | 2021 |                               |                             |
| "Eco"                                                | 2021 |                               |                             |
| "Paz"                                                | 2022 |                               |                             |
| "Vai Lá"                                             | 2022 |                               |                             |
| "Precipícios" (com Carlão)                           | 2023 |                               |                             |
| "Saia da Carolina"                                   | 2023 |                               |                             |
| "Dois Dedos de Testa"                                | 2024 |                               |                             |
| "Como é Linda"                                       | 2024 |                               |                             |
| "Eu Deixei"                                          | 2024 |                               |                             |
| "Pensar em Mim"                                      | 2025 |                               |                             |
| "Sexo Fraco"                                         | 2025 |                               |                             |
| "Tento na Língua" (com iolanda)                      | 2025 | 108                           |                             |
| "No Teu Toque"                                       | 2025 |                               |                             |

## Percurso noÍdolos
| Semana # | Música escolhida                                       | Artista original                  | Resultado  |
| -------- | ------------------------------------------------------ | --------------------------------- | ---------- |
| Audição  | "Problema de Expressão" A Woman's Worth"               | Clã Alicia Keys                   | Prosseguiu |
| Teatro   | "Super Duper Love (Are You Diggin' on Me)"             | Joss Stone                        | Prosseguiu |
| Teatro   | "This Love"                                            | Maroon 5                          | Prosseguiu |
| Teatro   | "Ordinary People"                                      | John Legend                       | Prosseguiu |
| 1.ª Gala | "Ain't No Other Man"                                   | Christina Aguilera                | Passou     |
| 2.ª Gala | "Master Blaster"                                       | Stevie Wonder                     | Passou     |
| 3.ª Gala | "Angel"                                                | Sarah McLachlan                   | Passou     |
| 4.ª Gala | "Beggin'"                                              | Madcon                            | Passou     |
| 5.ª Gala | "Canção de Alterne"                                    | Rui Veloso                        | Passou     |
| 6.ª Gala | "Karma"                                                | Alicia Keys                       | Passou     |
| 7.ª Gala | "Teenage Dream" The Blower's Daughter"                 | Katy Perry Damien Rice            | Passou     |
| 8.ª Gala | "Sex On Fire" Problema de Expressão"                   | Kings of Leon Clã                 | Passou     |
| 9.ª Gala | "It's a Man's World" I'm Outta Love" Cara de Anjo Mau" | James Brown Anastacia Jorge Palma | Passou     |
| Final    | "Empire State of Mind (Part II) Broken Down"           | Alicia Keys                       | 3.º Lugar  |

## Prémios
| Ano  | Prémio                              | Categoria                         | Trabalho                                           | Resultado | Vencedor           | Causa de Nomeação                                       |
| ---- | ----------------------------------- | --------------------------------- | -------------------------------------------------- | --------- | ------------------ | ------------------------------------------------------- |
| 2017 | Blogs do Ano                        | Blog Revelação                    | Blog A Vida Toda                                   | Vencedora | Carolina Deslandes | Blog A Vida Toda                                        |
| 2018 | Personalidades Femininas Lux        | Música                            | Desempenho em 2017                                 | Vencedora | Carolina Deslandes | Trabalho realizado em 2017                              |
| 2019 | Globo de Ouro                       | Canção do Ano                     | "A Vida Toda"                                      | Vencedora | Carolina Deslandes | Canção "A Vida Toda"                                    |
| 2020 | Prémio 5 Estrelas 2021              | Música                            | Desempenho em 2019                                 | Vencedora | Carolina Deslandes | Trabalho realizado em 2020                              |
| 2021 | PLAY - Prémios da Música Portuguesa | Melhor Artista Feminina           | Desempenho em 2020                                 | Derrotada | Capicua            | Trabalho realizado em 2020                              |
| 2021 | Globo de Ouro                       | Canção do Ano                     | Por Um Triz                                        | Vencedora | Carolina Deslandes | Canção "Por Um Triz"                                    |
| 2021 | Grammy Latino                       | Melhor Vídeo Musical Versão Longa | Mulher                                             | Derrotada | Juan Luis Guerra   | Curta-Metragem "Mulher"                                 |
| 2022 | Prémio 5 Estrelas 2022              | Música                            | Desempenho em 2021                                 | Vencedora | Carolina Deslandes | Trabalho realizado em 2021                              |
| 2022 | Globo de Ouro                       | Melhor Atuação                    | Carolina Deslandes ao vivo no Coliseu dos Recreios | Vencedora | Carolina Deslandes | Atuação a 21 de janeiro de 2022 no Coliseu dos Recreios |